# Goiás Esporte Clube
El Goiás Esporte Clube es un club de fútbol de la ciudad brasileña de Goiânia, en el estado de Goiás. Fue fundado el 6 de abril de 1943 y juega en el Campeonato Brasileño de Serie B en 2024, después de haber estado dos años en la Serie A. 
Con gran estructura y tradición, es un principal club del centro-oeste y considerado uno de los quince más fuertes del fútbol brasileño. Es el equipo con mayor cantidad de hinchas en su región, siendo, por lo tanto, una de las mayores hinchadas de Brasil, con cerca de dos millones de aficionados.

## Uniforme
- Uniforme titular: Camiseta verde, pantalón blanco y medias verdes.
- Uniforme alternativo: Camiseta blanca, pantalón verde y medias blancas.

### Evolución del uniforme
| 1943      | 1987      | 1990 | 1996 | 2006-2007 | 2007-2008 | 2008-2009 | 2009-2010 | 2010-2011 |
| 2011-2012 | 2012-2013 | 2015 | 2016 | 2017      | 2018      | 2019      | 2020      | 2021      |
| 2022      | 2023      |      |      |           |           |           |           |           |

## Estadio
El estadio del Goiás es el Estadio Hailé Pinheiro, con una capacidad de 14.450 espectadores, de acuerdo con el sitio oficial de CBF, y diez mil de acuerdo con el sitio oficial del club. Sin embargo, el equipo juega numerosos partidos en el Estadio Serra Dourada, construido en 1975, con una capacidad de 41.574 espectadores; y en el Estadio Olímpico Pedro Ludovico con capacidad de 13.500 espectadores.

## Participaciones internacionales
| Competencia           | Edición                                              |
| --------------------- | ---------------------------------------------------- |
| Copa Libertadores (1) | 2006                                                 |
| Copa Sudamericana (9) | 2004, 2005, 2007, 2009, 2010, 2014, 2015, 2020, 2023 |

#### Por competición
| Torneo            | TJ | PJ | PG | PE | PP | GF | GC | DG | Puntos |
| ----------------- | -- | -- | -- | -- | -- | -- | -- | -- | ------ |
| Copa Libertadores | 1  | 10 | 5  | 3  | 2  | 14 | 5  | +9 | 18     |
| Copa Sudamericana | 9  | 40 | 13 | 12 | 15 | 44 | 47 | -3 | 51     |
| Total             | 10 | 50 | 18 | 15 | 17 | 58 | 52 | +6 | 69     |

## Palmarés

### Torneos nacionales oficiales
- Serie B (2): 1999, 2012.

#### Torneos interestaduales oficiales
- Copa Verde (1): 2023.
- Copa Centro-Oeste (3): 2000, 2001, 2002.

### Torneos estaduales
- Campeonato Goiano (28): 1966, 1971, 1972, 1975, 1976, 1981, 1983, 1986, 1987, 1989, 1990, 1991, 1994, 1996, 1997, 1998, 1999, 2000, 2002, 2003, 2006, 2009, 2012, 2013, 2015, 2016, 2017, 2018.
- Torneo Inicio (6): 1942, 1948, 1951, 1955, 1956, 1960.

### Torneos internacionales
| Organizados por FIFA y CONMEBOL | Organizados por FIFA y CONMEBOL | Organizados por FIFA y CONMEBOL |
| Competición                     | Títulos                         | Subtítulos                      |
| ------------------------------- | ------------------------------- | ------------------------------- |
| Copa Sudamericana (0/1)         | -                               | 2010.                           |

## Jugadores

### Plantilla 2025

#### Altas y bajas 2024/2025 (verano)
| Altas            | Altas          | Altas            | Altas               | Altas        |
| Jugador          | Posición       | Procedencia      | Tipo                | Costo        |
| ---------------- | -------------- | ---------------- | ------------------- | ------------ |
| Jajá             | Delantero      | Portuguesa       | Transferencia.      | No revelado. |
| Anthony          | Defensa        | Goiás sub-20     | Promoción.          | --           |
| Welliton Matheus | Delantero      | Primavera        | Transferencia.      | No revelado. |
| Vitor Hugo       | Delantero      | Goiaás sub-20    | Promoción.          | --           |
| Vitinho          | Centrocampista | Cruzeiro         | Préstamo.           | --           |
| Lucas Lovat      | Defensa        | Ajmat Grozni     | Préstamo.           | --           |
| Luiz Felipe      | Defensa        | Santos           | Préstamo.           | --           |
| Esli García      | Delantero      | Agente libre     | Libre.              | --           |
| Eduardo Simioni  | Defensa        | Laranja Mecânica | Vuelta de préstamo. | --           |
| Rodrigo Andrade  | Volante        | Vitória          | Transferencia.      | --           |
| Zé Hugo          | Delantero      | Azuriz           | Préstamo.           | --           |
| Arthur Caíke     | Delantero      | Criciúma         | Transferencia.      | --           |
| Edson Carioca    | Delantero      | Azuriz           | Transferencia.      | --           |
| Juninho          | Volante        | Agente libre     | Libre.              | --           |

| Bajas            | Bajas          | Bajas                | Bajas                  | Bajas |
| Jugador          | Posición       | Destino              | Tipo                   | Costo |
| ---------------- | -------------- | -------------------- | ---------------------- | ----- |
| Vinícius         | Delantero      | Náutico              | Rescisión de contrato. | --    |
| Allano           | Delantero      | Operário-PR          | Transferencia.         | --    |
| Eduardo Simioni  | Defensa        | Aparecidense         | Rescisión de contrato. | --    |
| Xavier           | Volante        | Aparecidense         | Préstamo.              | --    |
| Wellington       | Volante        | Noroeste             | Fin de contrato.       | --    |
| Luiz Henrique    | Centrocampista | Criciúma             | Fin de contrato.       | --    |
| David Braz       | Defensa        | Mirassol             | Rescisión de contrato. | --    |
| Jhon Vásquez     | Delantero      | Atlético Bucaramanga | Transferencia.         | --    |
| Reynaldo         | Defensa        | Coritiba             | Vuelta de préstamo.    | --    |
| Thiago Galhardo  | Delantero      | Fortaleza            | Vuelta de préstamo.    | --    |
| Ángelo Rodríguez | Delantero      | Agente libre         | Fin de contrato.       | --    |
| Jhonny Lucas     | Volante        | Agente libre         | Rescisión de contrato. | --    |
| Paulo Baya       | Delantero      | Primavera            | Fin de préstamo.       | --    |
| Juninho          | Volante        | Agente libre         | Fin de contrato.       | --    |

## Entrenadores
- Aloísio Marques (julio de 1970–?)[55]
- Paulo Gonçalves (febrero de 1972–?)[56]
- Paulo Bonamigo (mayo de 2007–septiembre de 2007)[57][58]
- Lauro Martins (interino- septiembre de 2007)[59]
- Ricardo Drubscky (abril de 2014–diciembre de 2014)[60][61]
- Wagner Lopes (diciembre de 2014–abril de 2015)[62][63]
- Hélio dos Anjos (abril de 2015–junio de 2015)[64][65]
- Julinho Camargo (julio de 2015–septiembre de 2015)[66][67]
- Artur Neto (septiembre de 2015–diciembre de 2015)[68][69]
- Danny Sérgio (octubre de 2015–diciembre de 2015)[70]
- Enderson Moreira (enero de 2016–junio de 2016)[71][72]
- Léo Condé (junio de 2016–septiembre de 2016)[73][74]
- Gilson Kleina (septiembre de 2016–marzo de 2017)[75][76][77]
- Sílvio Criciúma (mayo de 2017)[78]
- Sérgio Soares (mayo de 2017)[79][80]
- Sílvio Criciúma (mayo de 2017–julio de 2017)[81][82]
- Argel Fucks (julio de 2017–agosto de 2017)[83][84]
- Sílvio Criciúma (agosto de 2017–septiembre de 2017)[85][86]
- Hélio dos Anjos (septiembre de 2017–mayo de 2018)[87][88]
- Augusto César (interino- mayo de 2018)[89]
- Ney Franco (mayo de 2018–noviembre de 2018)[90][91]
- Maurício Barbieri (diciembre de 2018–abril de 2019)[92][93]
- Claudinei Oliveira (abril de 2019–agosto de 2019)[94][95]
- Robson Gomes (interino- agosto de 2019)[95]
- Ney Franco (agosto de 2019–agosto de 2020)[96][97]
- Thiago Larghi (agosto de 2020–septiembre de 2020)[98][99]
- Enderson Moreira (septiembre de 2020–noviembre de 2020)[99][100]
- Augusto César (noviembre de 2020–abril de 2021)[101][102]
- Glauber Ramos (interino- abril de 2021)[102]
- Pintado (abril de 2021–julio de 2021)[103][104]
- Glauber Ramos (interino- julio de 2021)[104]
- Marcelo Cabo (julio de 2021–octubre de 2021)[105][106]
- Glauber Ramos (octubre de 2021–febrero de 2022)[106]
- Bruno Pivetti (febrero de 2022–marzo de 2022)[107][108]
- Glauber Ramos (interino- marzo de 2022–abril de 2022)[108][109]
- Jair Ventura (abril de 2022–noviembre de 2022)[109][110]
- Guto Ferreira (diciembre de 2022–abril de 2023)[111][112]
- Emerson Ávila (interino- abril de 2023–junio de 2023)[113]
- Armando Evangelista (junio de 2023–noviembre de 2023)[114]
- Leandro Campos (interino- noviembre de 2023)[115]
- Mário Henrique (interino- noviembre de 2023–diciembre de 2023)[116]
- Zé Ricardo (diciembre de 2023–marzo de 2024)[117][118]
- Márcio Zanardi (abril de 2024–julio de 2024)[3][119]
- Vágner Mancini (julio de 2024–noviembre de 2024)[120][121]
- Jair Ventura (diciembre de 2024–presente)[4]